# Julius Plücker
Julius Plücker (ur. 16 czerwca albo 16 lipca 1801 w Elberfeld, zm. 22 maja 1868 w Bonn) – niemiecki matematyk i fizyk. Dokonał znaczących odkryć w geometrii analitycznej i był pionierem badań nad promieniami katodowymi, które doprowadziły do odkrycia elektronu. Rozwinął również szeroko badania nad krzywymi Lamé. Laureat Medalu Copleya.

## Życiorys

### Dzieciństwo i młodość
Plücker urodził się w Elberfeldzie (obecnie część Wuppertalu). Po edukacji w Düsseldorfie i uniwersytetach w Bonn, Heidelbergu i Berlinie w 1823 roku przeniósł się do Paryża, gdzie znalazł się pod wpływem francuskiej szkoły geometrycznej, której twórca, Gaspard Monge, wtedy już nie żył. W 1825 roku wrócił do Bonn, a w 1828 roku został profesorem matematyki. W tym samym roku opublikował pierwszy tom dzieła Analytisch-geometrische Entwicklungen. W 1831 roku opublikował drugi tom, w którym jasno wyłożył dualność rzutową.

### Badania fizyczne
W latach 1834–1836 profesor Uniwersytetu w Halle. W 1836 roku Plücker został profesorem fizyki Uniwersytetu w Bonn. W 1858 roku, po roku pracy z lampami próżniowymi wraz ze swoim bońskim kolegą Heinrichem Giesslerem, po raz pierwszy opublikował swoje klasyczne badania o działaniu magnesu na wyładowania elektryczne w gazach rozrzedzonych. Odkrył zjawisko jarzenia fluorescencyjnego na ściankach rury próżniowej oraz że jarzenie może być przesuwane przy pomocy elektromagnesu. Później wykazano, że jarzenie było spowodowane promieniami katodowymi.

## Prace matematyczne (wybór)
1. Analytisch-geometrische Entwicklungen, t. 1 (1828), t. 2 (1831)[3]
2. System der analytischen Geometrie (1835)[3]
3. Theorie der algebraischen Kurven (1839)[3]
4. System der Geometrie des Raumes in neuer analytischer Behandlungsweise (1846)[3]
5. Neue Geometrie des Raumes, gegründet auf die Betrachtung der geraden Linie als Raumelement (1868–1869)[3]

## Upamiętnienie
Jedna z planetoid została nazwana jego imieniem – (29643) Plücker.